# سوناتا بيانو رقم 23 (بيتهوفن)

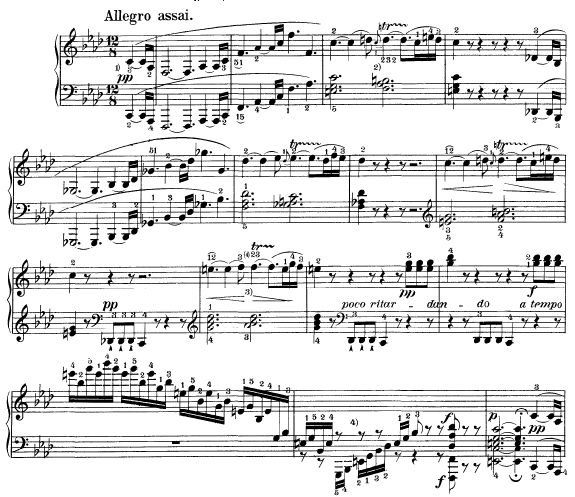

السوناتة العاطفية بالإنجليزية Appassionata هي الاسم المعروف لسوناتة البيانو في مقام فا الصغير مصنف 57 لبيتهوفن، التي نشرت عام 1807. العنوان المختار أعطاه للعمل الناشر الفيناوي إيه كرانز بعد وفاة المؤلف بأحد عشر عاما. تعد السوناتة العاطفية ضمن أكثر أعمال سوناتة البيانو لبيتهوفن عرضا، أيضا هي الأشهر، تفضل اللحن الافتتاحي الفريد، الذي يمتد عبر اثنين أوكتيف، الذي يصدر صوتا خافتا (sotto voce) من أعماق لوحة المفاتيح. الأليجرو الافتتاحي يتميز بتغير الحالة النفسية – من الجاد للرثائي للعنيف بكئابة – الذي ينطبق على القدرة التعبيرية للمقام الصغير لبيتهوفن. وعلى العكس، الأندانتي الناتج، الذي يتكون من أربعة تنويعات المتعلقة بلحن يتميز بالرقة الفائقة، هو الهدوء نفسه. الخاتمة في السوناتة تحطم العالم بمباغتة رهيبة، وينتهي العمل في شبه هستيريا.